# Lorscheid
Lorscheid település Németországban, Rajna-vidék-Pfalz tartományban. Lakosainak száma 539 fő (2023. december 31.). Lorscheid Beuren községgel határos.

## Népesség
A település népességének változása:
| Lakosok száma | 447  | 564  | 531  | 539  | 547  | 539  |
|               | 1975 | 2017 | 2019 | 2021 | 2022 | 2023 |